# Vita öknen
Vita öknen är ett område i Libyska öknen eller Västra öknen i Egypten som ligger halvvägs mellan oaserna Bahariya och Farafra. Öknen har fått sitt namn efter de unika skulpturala formationer av abrasion formad sten (ett geologiskt vittringsfenomen där relativt mjukare bergarter eroderas av partklar och lämnar en hårdare kärna av kalksten kvar). Kalkstenen består till stor del av fossilerade snäckdjur och fynd av fossil är mycket vanligt.
Vita öknen är ett naturreservat, men den sköra kalkstenen slits hårt av den naturliga erosionen och av den ökande turismen i området.